# نقشه راه‌ها

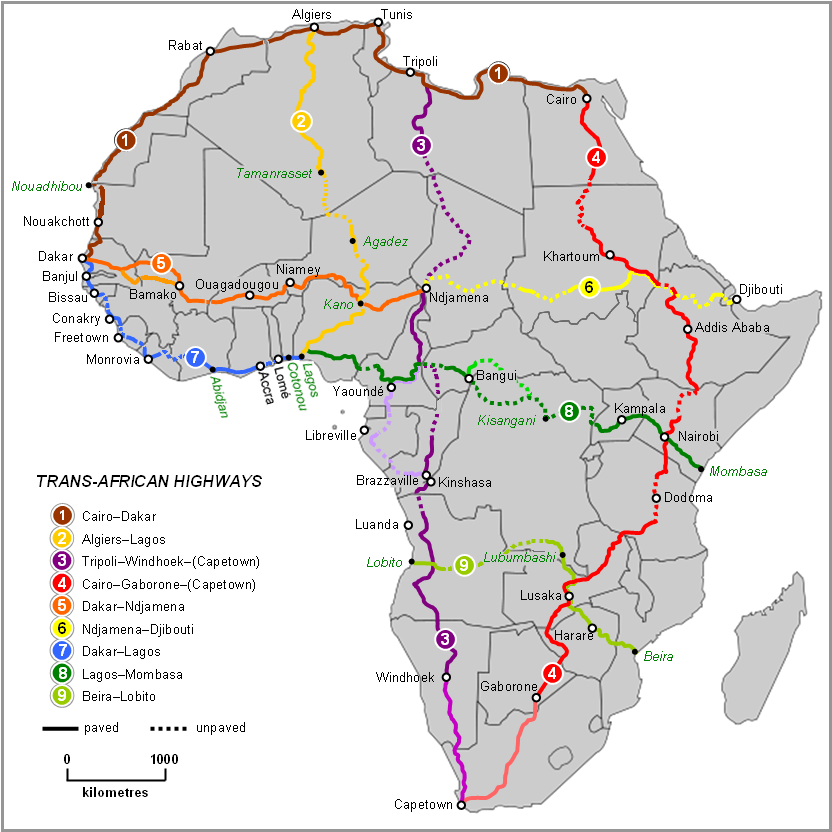
یک نقشه از شبکه بزرگراهی آفریقا.

نقشه راه‌ها (road map) یا نقشه مسیرها (route map) به هر نقشه جغرافیایی گفته می‌شود که در درجه اول برای نمایش جاده‌ها و حمل و نقل به جای عوارض جغرافیایی طبیعی تولید می‌شود. نقشه راه برای ناوبری و مسیریابی استفاده می‌شود و معمولاً شامل مرزهای سیاسی و برچسب نام مکان‌ها است و بنابراین یک نوع از نقشه‌های سیاسی هم محسوب می‌شود. علاوه بر مسیرها و مرزها، نقشه‌های راه معمولاً محل‌های مورد علاقه و نیز مسیرهای غیرسواره مانند مسیرهای دوچرخه سواری هم ممکن است نشان دهد اما معمولاً این اطلاعات در نقشه ترانزیت قابل مشاهده است.
نخستین نقشه میشلن در سال ۱۹۱۰ تولید شد.
ناوبری جی پی اس موجب کاهش نیاز به نقشه‌های چاپی در دوران معاصر شده است.

## انواع

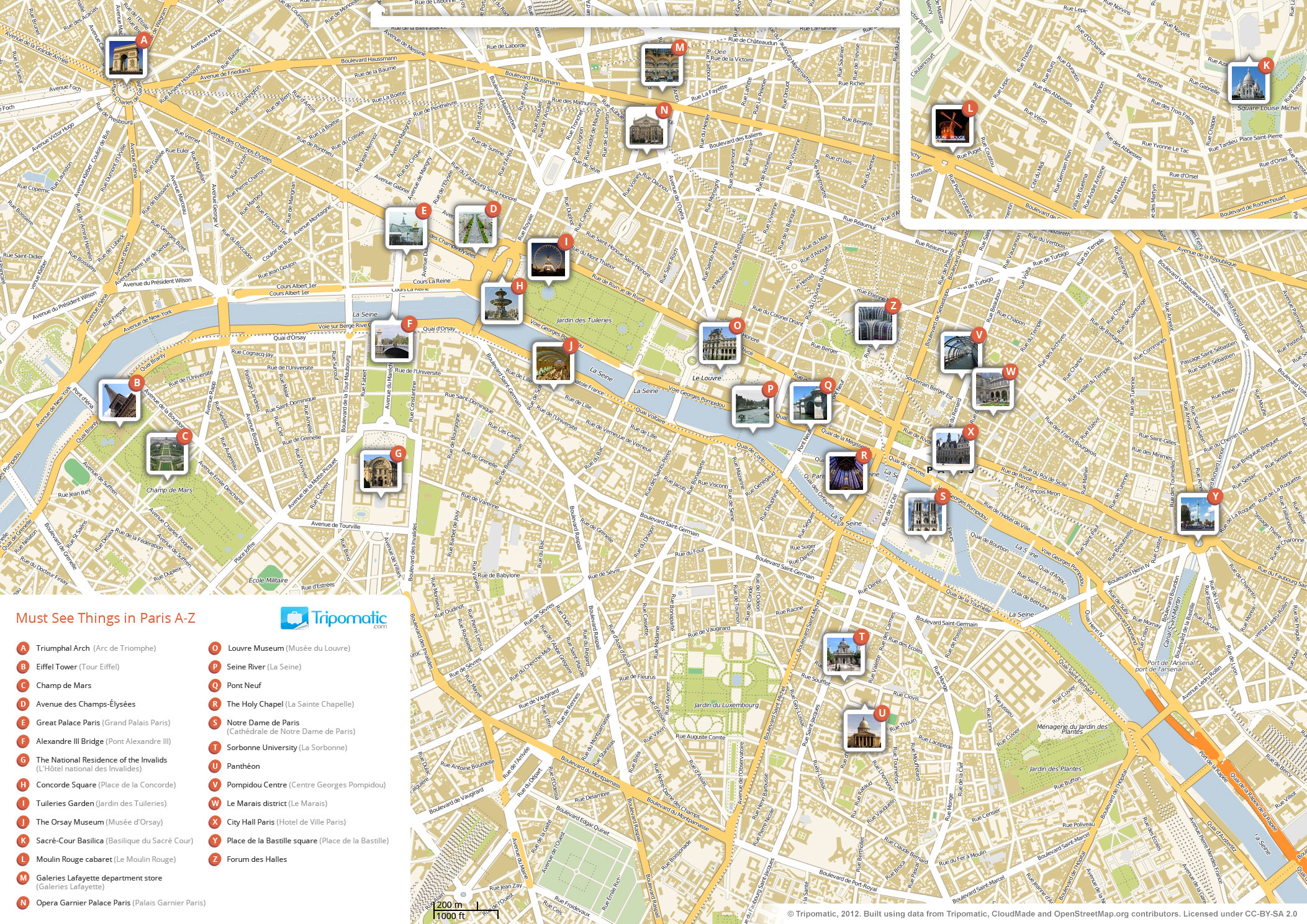
نقشه خیابانهای پاریس.

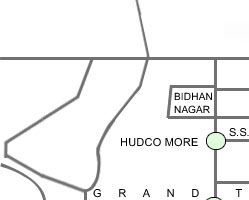
یک نقشه شماتیک ساده.

نقشه راه ممکن است از لحاظ جنس، شکل و اندازه متفاوت باشد. نقشه‌های چاپی در قالب بروشور یا اطلس منتشر می‌شوند و نقشه‌های الکترونیکی در عوض بر روی دستگاه‌های الکترونیکی و عمدتاً از طریق اینترنت قابل دسترسی هستند.